# Мастура
Мастура (араб. مستورة‎ - «Целомудренная») — арабское имя, происходит от глагола «стр» - «покрывать», «закрывать», является однокоренным с именами Саттар и Абд ус-Саттар. 
- Сакаева, Мастюра Фахрутдиновна — заслуженный врач Башкирской АССР.
- Ами Мастура (1971 г.р.) — малайзийская певица.
- Мастура — деревня на берегу Красного моря в провинции Мекка (Саудовская Аравия).